# Orel křiklavý
Orel křiklavý (Clanga pomarina, dříve Aquila pomarina) je středně velký dravec z čeledi jestřábovitých. Je rozšířen především v Evropě a Asii, zimuje i v Africe. Živí se hlodavci, plazy, obojživelníky a ptáky. IUCN vede druh jako málo dotčený.

## Taxonomie
Dříve byl tento orel řazen do rodu Aquila, ale v roce 2014 došlo ke změně a od té doby bývá řazen do rodu Clanga spolu s orlem volavým a orlem indickým. Ten žije v Indii a severní Barmě, dříve byl považován za poddruh orla křiklavého, ale nyní je veden jako samostatný druh.

## Popis

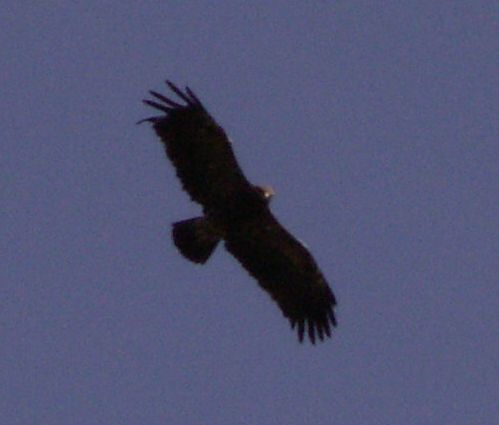
Silueta orla křiklavého

Je to středně velký orel, jehož délka těla dosahuje 55–65 cm a rozpětí křídel 143–168 cm. Samci váží v průměru 1,2 kg, samice 1,5 kg. Velké samice dosahují hmotnosti přes 2 kg. Podobá se orlu volavému, ale je celkově menší a v letu má kratší, méně výrazné prsty. Dospělí ptáci jsou shora i zespoda tmaví se světlým předloktím a hlavou. U kořene ručních letek je malá výrazná bílá skvrna, svrchní ocasní krovky jsou bělavé. Mladí ptáci mají bílé špičky křídelních krovek a malou rezavou skvrnu v týle.

## Rozšíření
Má evropský, příp. palearktický typ rozšíření (viz Taxonomie). Tažný druh, zimuje v Africe. Hnízdí při okrajích lesů. Preferuje vlhčí prostředí. Celková populace je odhadována na 40 000–60 000 jedinců.

## Výskyt v Česku

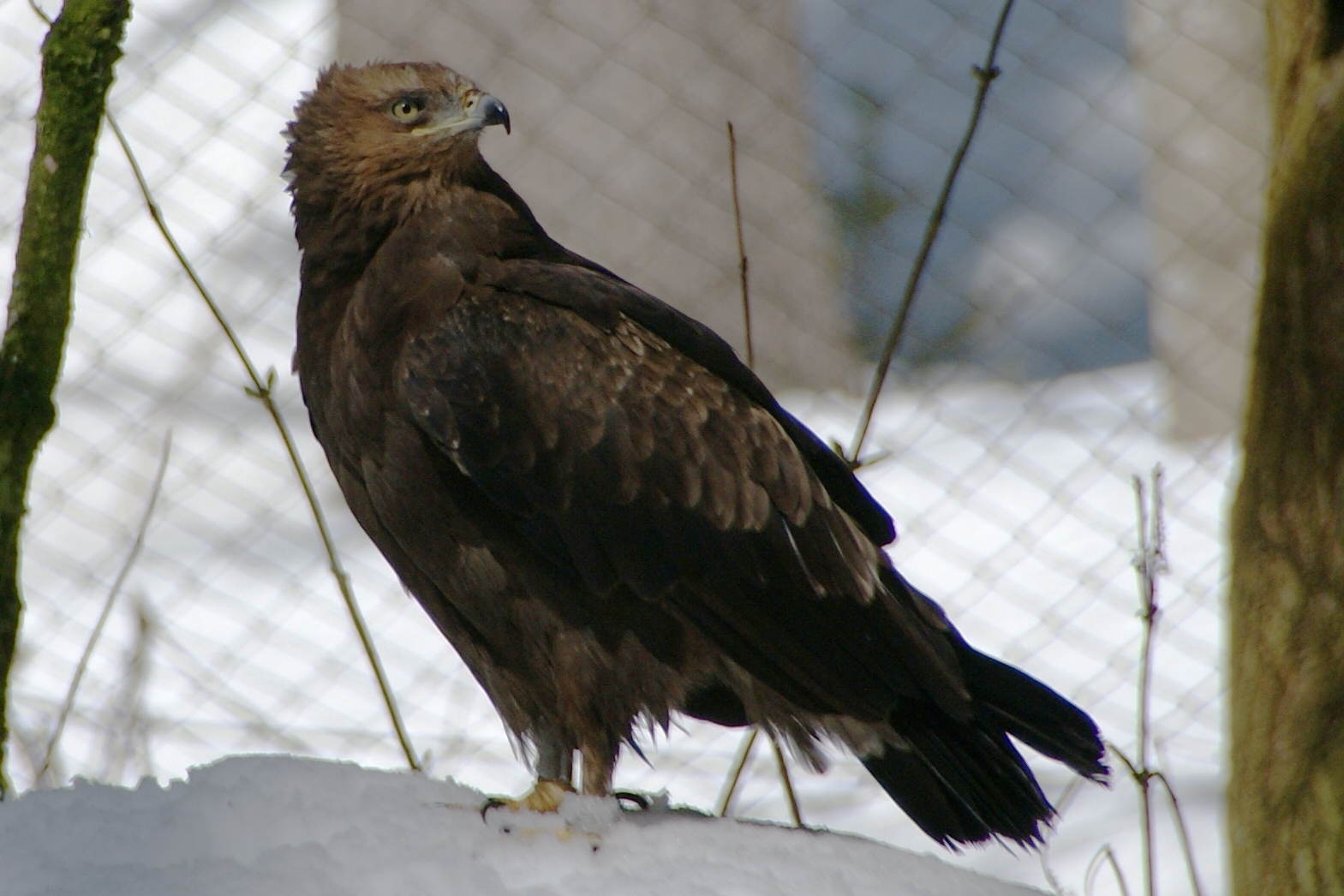
Orel křiklavý v národním parku Bavorský les

V České republice byl v 19. století téměř vyhuben. Ve 20. století hnízdil pravidelně pouze na Šumavě, kde byla ještě v 70.–80. letech velikost hnízdící populace odhadnuta na 2–3 páry, v 90. letech však vymizel i tam. Po roce 2000 bylo možné hnízdění zaznamenáno v Bílých Karpatech a na Ostravsku.

## Rozmnožování

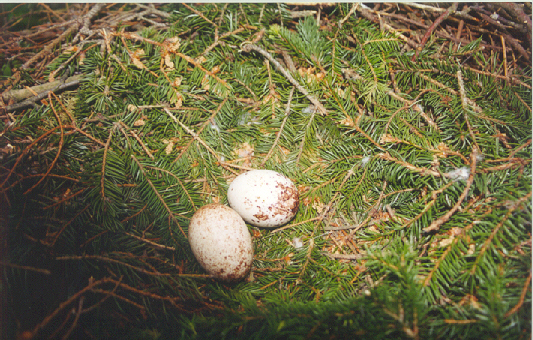
Hnízdo s vejci

Hnízdí většinou jednotlivě, na hnízdiště se obvykle vrací již v párech. Hnízdo staví zpravidla na stromech, ale jsou známá i hnízdění na zemi nebo na skále. Ročně mívá jednu snůšku po 2 (1–3) bělavých nebo nažloutlých, tmavě skvrnitých vejcích o rozměrech 62,9 × 50,7 mm. Jejich inkubace trvá 38–40 dní, sedí převážně samice, krátce střídaná samcem při krmení. Mláďata se líhnou v intervalu 3–4 dnů a jsou krmena výhradně samicí, které samec předává potravu. Hnízdo opouštějí ve věku 8 týdnů a pohlavní dospělosti dosahují pravděpodobně po 4. roce života. Velmi často se stává, že silnější mládě zabije to slabší a je následně odchováno samo.

## Potrava
Kořist vyhlíží za krouživého letu nebo vsedě z vyvýšeného místa. V potravě převládají malí savci (hlavně hlodavci), ptáci, plazi, hmyz a obojživelníci. V některých oblastech tvoří žáby až přes 50 % kořisti. Zřídka požírá také mršiny.

## Chov
V olomouckém zoo se v roce 2012 úspěšně vylíhnulo mládě po umělém oplodnění. O tento úspěch se zoologové snažili již od roku 2007, a nakonec se jim ho podařilo dosáhnout díky novému způsobu odběru spermatu.